# Олександрівська вулиця (Озерки)
Олександрівська вулиця — широтна вулиця у Виборзькому районі Санкт-Петербургу. Проходить від Виборзького шосе до Верхнього Суздальського озера в історичному районі Озерки. Паралельна Павскому провулку.

## Історія
Назва вулиці відома з кінця XIX століття. Також називалась Олександрівським провулком. 12 червня 1972 року назву було скасовано, а 7 липня 1999 року — відновлено.

## Перетини
Зі сходу на захід Олександрівську вулицю перетинають наступні магістралі:
- Виборзьке шосе — Олександрівська вулиця примикає до нього;
- Варваринська вулиця — примикання[2].

## Транспорт
Найближча до Олександрівської вулиці станція метро «Озерки» Московсько-Петроградської лінії (близько 500 м по Виборзького шосе від початку вулиці).
Рух наземного громадського транспорту вулицею відсутній.
Найближчі до Олександрівської вулиці пункти зупинки залізниці — Озерки (близько 650 м по прямій від кінця вулиці) і Шувалово (близько 1,15 км по прямій від кінця вулиці).

## Суспільно значимі об'єкти
- установа додаткової освіти Спортивна дитячо-юнацька школа олімпійського резерву з акробатики (у примикання Варваринської вулиці) — Виборзьке шосе, будинок 34, літера А;
- дитячий реабілітаційний центр(колишня дача-особняк А. Е. Кудрявцева) — Виборзьке шосе, будинок 32, літера А;
- Верхнє Суздальське озеро (навпроти кінця вулиці)[3].